# Stanley Glover
Pour les articles homonymes, voir Glover.
Stanley Brooks « Stan » Glover (né le 18 avril 1908 à Newcastle upon Tyne et décédé le 23 février 1964 à Saskatoon) est un athlète canadien spécialiste du 400 mètres. 

## Biographie

### Palmarès
| Date | Compétition                  | Lieu      | Résultat | Épreuve   | Performance  |
| ---- | ---------------------------- | --------- | -------- | --------- | ------------ |
| 1928 | Jeux olympiques d'été        | Amsterdam | 3e       | 4 × 400 m | 3 min 15 s 4 |
| 1930 | Jeux de l'Empire britannique | Hamilton  | 2e       | 4 × 440 y | 3 min 19 s 8 |

### Records
| Épreuve    | Performance | Lieu | Date |
| ---------- | ----------- | ---- | ---- |
| 400 mètres | 49 s 6      |      | 1932 |